# Sandro (ur. 1975)
Sandro, właśc. Sandro de Souza Yokota (ur. 10 lipca 1975 w Mococe) – piłkarz brazylijski występujący na pozycji lewego obrońcy.

## Kariera klubowa
Karierę piłkarską Sandro rozpoczął w klubie Corinthians São Paulo w 1994 roku. W barwach „Timão” 6 września 1995 w przegranym 1-2 meczu z Bragantino Bragança Paulista Sandro zadebiutował w lidze brazylijskiej. Z Corinthians dwukrotnie zdobył mistrzostwo stanu São Paulo w 1995 i 1997. W 1997 przeszedł do drugoligowego Mogi Mirim, z którym wkrótce spadł do trzeciej ligi. W latach 1998–2000 był zawodnikiem Grêmio Porto Alegre, jednak nie zdołał się w nim przebić do podstawowego składu. Z Grêmio zdobył mistrzostwo stanu Rio Grande do Sul – Campeonato Gaúcho w 1999. W 2001 po krótkim pobycie São Carlos FC Sandro wyjechał do belgijskiego Royalu Antwerp. Sezon 2002/2003 rozpoczął w tureckim Samsunsporze, by wkrótce odejść do izraelskiego Hapoelu Petach Tikwa, w który był jego ostatnim klubem w karierze.

## Kariera reprezentacyjna
Sandro występował w olimpijskiej reprezentacji Brazylii. W 1995 roku uczestniczył w Igrzyskach Panamerykańskich w Mar del Plata na których Brazylia odpadła w ćwierćfinale. Na turnieju Sandro wystąpił we wszystkich czterech meczach z Kostaryką, Bermudami (bramka), Chile i Hondurasem.

## Źródła
- Profil
- Profil
- Profil